# 日本工学院北海道専門学校

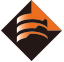
校章

日本工学院北海道専門学校（にほんこうがくいんほっかいどうせんもんがっこう、英略:NEEC）とは、北海道登別市に所在する私立専門学校である。

## 概要
1982年に開校した。

## 沿革
- 1982年 - 開学[1]。

## 施設
施設は複数の棟に分かれている。実習棟をはじめ、サーキットなどが設置されている。（各施設の詳細は施設概要を参照）

## 著名な出身者

### 専門学校関係者一覧
- 日本工学院北海道専門学校の人物一覧

## 交通・アクセス方法
幌別駅よりスクールバス

## 関連学校
- 日本工学院専門学校